# Celeste
『Celeste』（セレステ）は、カナダのインディーゲームスタジオMatt Makes Gamesが開発し2018年1月25日に発売したアクションゲーム。

## 概要
標高の高い雪山「セレステ山」を舞台としたサイドビューのアクションゲーム。主人公の女性・マデリン（Madeline）を操作し、ジャンプやダッシュを用いて高難度の様々なステージを攻略しながら山の頂上を目指す。物語では、マデリンが山を登る中で様々な出会いや出来事を経験しながら自身の内面と向き合い、鬱々とした心が変化していく様が描かれている。
本作のゲームシステムやレベルデザイン、ストーリーなどは多くのプレイヤーに支持されてMetacriticなどの各種レビューサイトで高い評価を獲得し、後述のように多数のゲーム賞において受賞やノミネートを果たしている。
Matt Makes Gamesが2019年9月5日付で新スタジオ「Extremely OK Games」を設立したことに合わせ、同年9月9日に、新規ステージとなるチャプター9「別れ」（Farewell）が追加される無料アップデートが実施された。
本作の発売からちょうど3年となる2021年1月25日、続編的な小作品『Celeste 2: Lani's Trek』がサプライズ的に無料配信された。グラッピングフックを持つ主人公Laniが探索を行う内容で、後述のPICO-8版Celesteをベースにして3日間で制作された。

## システム
マデリンの基本アクションは、ジャンプ、壁にしがみつき上り下りする、空中などで周囲8方向に素早くダッシュする「エアダッシュ」の3種類。ジャンプとエアダッシュは基本的にそれぞれ1回のみ（着地した後に再び動作可能）だが、ステージ内の一部に配置されているクリスタルなどの仕掛けを利用することで空中でも再行動が可能になる。また、壁へのしがみつき時には移動ごとにスタミナを消費し、スタミナが切れると壁から滑り落ちる。なお、上記の回数制限とスタミナ制限は、後述の「アシストモード」での設定変更により緩和できる。
ステージ各所には収集アイテムのストロベリーが配置されている。このストロベリーは概して取得しづらい場所にあることが多い。触れた時点で即入手できるわけではなく、触れた後に特定の場所に辿り着いた時点で初めて取得したことになる。一部に配置されている羽が生えたストロベリーはエアダッシュを使った瞬間にその場から飛び去る。ストロベリーの取得はゲームクリアに必須ではないが、取得数によりエンディングが僅かに変化する。
各ステージの特定の場所にはカセットテープのような形のアイテムがあり、これを取得すると通常のステージよりも難易度の高い「B面」をプレイできるようになる。B面はステージ構成が通常のものと全く異なり、BGMも専用曲が使用される。また、全ステージのB面をクリアすると更に難易度の高い「C面」が解禁される。
一方で、ゲーム初心者向けの仕組みとして、難易度を任意に変更できる「アシストモード」が搭載されている。このモードをゲーム開始時に設定すると、ゲームスピードを通常よりも遅くする、壁を登る際のスタミナを無限にする、エアダッシュ回数を常に2回、あるいは無限にする、無敵になる、クリアしていないステージをスキップする、といった機能を個別に利用できる。モード設定時にはファイル画面にアシストモード使用を示すマークが表示される。

## 開発
本作の開発以前に、Matt Makes Gamesのマディ・ソーソンとノエル・ベリーはゲーム制作ツール「PICO-8」を用いて本作の原型となるゲームソフトを4日間で作成し、2015年7月21日にホームページ上で無料公開した。当初のゲーム名は「エベレスト」だったが、後に、地元カナダにある同名の山から名前をとり「Celeste」と命名された。なお、この旧Celesteは製品版の中にも収録されている。
本作の開発は2016年1月より開始された。ゲーム制作ツール「Microsoft XNA」とプログラミング言語「C#」を用いて開発が進められ、当初はNintendo Switch本体の発売日と同日（2017年3月3日）の発売を目指していたが、作り込みを要する箇所の多さを考慮し開発開始から9か月程の時期に計画の延期を決定、その後の1年間で納得のいく水準まで仕上げることに注力し、2017年末に完成に至った。

## 受賞・ノミネート
- 2017 National Academy of Video Game Trade Reviewers（英語版） Awards[23]
  - 「Original Light Mix Score, New IP」ノミネート
- 2018 Independent Games Festival[24]
  - 「Excellence in Audio」ノミネート
  - 「Audience Award」受賞
- 2018 Golden Joystick Awards[25]
  - 「Best Indie Game」ノミネート
  - 「Ultimate Game of the Year」ノミネート
- The Game Awards 2018（英語版）[26]
  - 「Best Score/Music」ノミネート
  - 「Game of the Year」ノミネート
  - 「Games for Impact」受賞
  - 「Best Independent Game」受賞
- 2018 Gamers' Choice Awards（英語版）[27]
  - 「Fan Favorite Game」ノミネート
- 2018 Australian Games Awards[28]
  - 「Independent Game of the Year」ノミネート
- New York Game Awards 2019[29]
  - 「Big Apple Award for Best Game of the Year」ノミネート
  - 「Off Broadway Award for Best Indie Game」ノミネート
- 22nd Annual D.I.C.E. Awards[30]
  - 「Action Game of the Year」受賞
  - 「Outstanding Achievement for an Independent Game」受賞
- 2019 National Academy of Video Game Trade Reviewers Awards[31]
  - 「Game of the Year」ノミネート
  - 「Control Design, 2D or Limited 3D」ノミネート
  - 「Control Precision」受賞
- 2019 SXSW Gaming Awards[32][33]
  - 「Excellence in Narrative」ノミネート
  - 「Matthew Crump Cultural Innovation Award」受賞
  - 「Excellence in Musical Score」ノミネート
  - 「Trending Game of the Year」ノミネート
  - 「Video Game of the Year」ノミネート
- Game Developers Choice Awards 2019[34][35]
  - 「Game of the Year」ノミネート
  - 「Best Audio」受賞
  - 「Best Design」ノミネート
- 2019 G.A.N.G. Awards[36]
  - 「Best Music for an Indie Game」ノミネート
  - 「G.A.N.G. / MAGFEST People’s Choice Award」受賞
- 第15回英国アカデミー賞ゲーム部門（英語版）[37]
  - 「Best Game」ノミネート
  - 「Game Beyond Entertainment」ノミネート
  - 「Game Design」ノミネート
  - 「Game Innovation」ノミネート
  - 「Music」ノミネート

## その他
本作と同じくMatt Makes Gamesが開発した対戦アクションゲーム『TowerFall』のNintendo Switch版では、本作の主人公マデリンとその影の存在（Badeline）が操作キャラクターとして登場する。